# Sanatorium

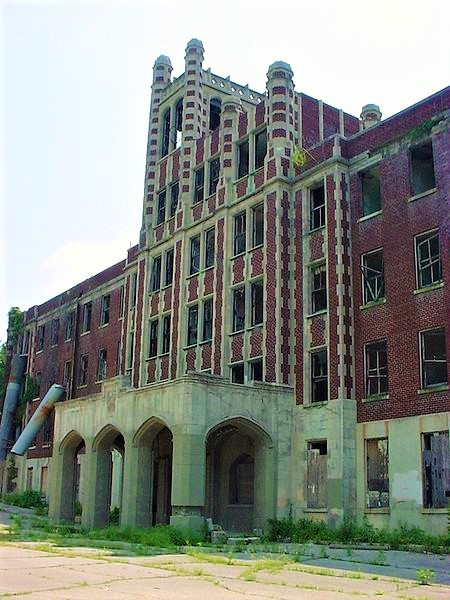
Sanatorium Waverly Hills, Kentucky, USA

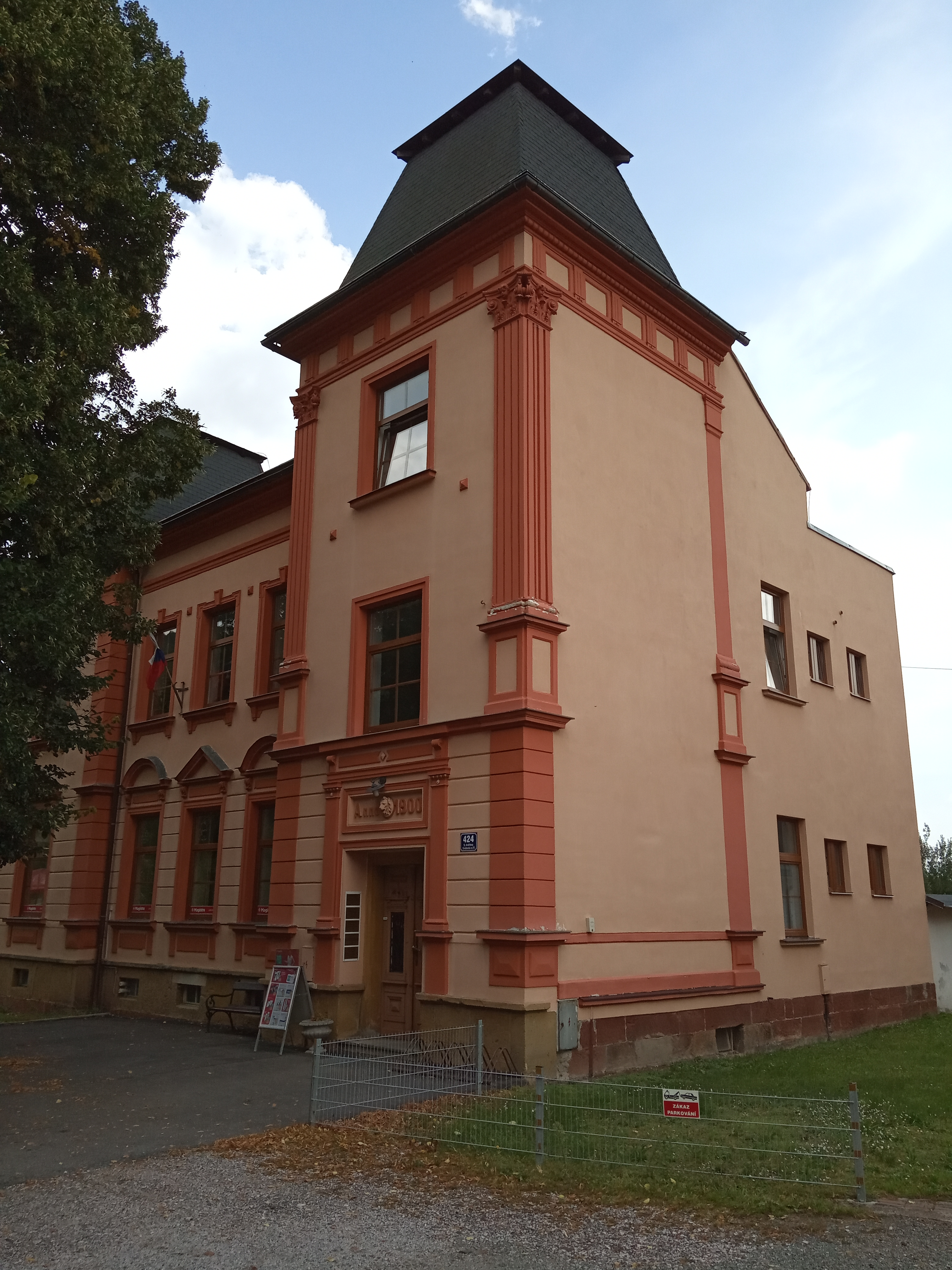
Bývalé sanatorium Dr. Rosy, Svoboda nad Úpou

Sanatorium (neboli ozdravovna) je zdravotnické zařízení určené k léčení nebo doléčování určitého onemocnění. Obvykle se nachází v místě, kde k léčebnému účinku přispívá příznivé životní prostředí. Před objevem antibiotik byla sanatoria často zaměřena na pacienty trpící tuberkulózou. Dětská sanatoria se označovala jako feriální (to znamená prázdninové) osady.

## Některá sanatoria v České republice
- Sanatorium Prosečnice
- Pražské sanatorium, nyní Ústav pro péči o matku a dítě
- Šilhanovo sanatorium (zrušené)
- Borůvkovo sanatorium (zrušené)
- Sanatorium Buchtův kopec
- Šimsovo sanatorium (zrušené)
- Sanatorium Pronatal, původně Rücklovy sluneční lázně
- Lázeňské sanatorium Šárka